# Lăutar
«Lăutar» — песня молдавского певца Паши Парфения в жанре этно-поп, представлявшая Молдавию на музыкальном конкурсе «Евровидение-2012». Название песни — лэутар (рум. lăutari) обозначает традиционных молдавских и румынских певцов и инструменталистов.
Песня написана самим Парфением в соавторстве с Алексом Брашовеаном. 11 марта 2012 года Паша Парфений с песней «Lăutar» победил в национальном отборе на конкурс «Евровидение», получив 12 баллов от жюри и 10 по результатам телеголосования. Премьера видеоклипа к песне состоялась 21 марта. В первом полуфинале «Евровидения-2012» песня заняла 5 место со 100 баллами. В финале она заняла 11 место с 81 баллом.

## Список композиций
Сингл
1. «Lăutar» — 3:04[7]
2. «Lăutar» (Karaoke version) — 3:03[8]

## Позиции в чартах
| Чарт (2012)            | Лучший результат |
| ---------------------- | ---------------- |
| Moldova (Media Forest) | 2                |